# 黑底狼蛛
黑底狼蛛（学名：Lycosa phipsoni）为狼蛛科狼蛛属的动物。分布于印度、台湾岛以及中国大陆的四川等地，主要栖息于缺水稻田、果园以及草丛。